# Johann Schädler (Rennrodler)
Johann Schädler (* 8. Juni 1939; † 16. Juni 1988) war ein liechtensteinischer Rennrodler.

## Karriere
Schädler trat bei den Olympischen Winterspielen 1964 im Einsitzer an, nach dem ersten Lauf lag er auf Rang 30, allerdings stürzte er im zweiten Durchgang und konnte das Rennen nicht beenden.